# Карлос Сантана
Карлос Сантана (ісп. Carlos Santana; 20 липня 1947, Аутлян де Наварро, Мексика) — відомий американський гітарист мексиканського походження, перкусист, вокаліст, композитор, автор текстів, продюсер. Став відомим у 60-х і 70-х роках XX-го століття, переважно зі своєю групою «Сантана», яка виконувала особливу музичну суміш року, сальси, блюзу і джазу. Наприкінці 90-х років знову став популярним.

## Біографія
Син скрипаля та гітариста Хосе Сантани, Карлос з дитинства вчився грати на скрипці та кларнеті, але остаточно, вибрав гітару. 1958 року він дебютував у клубах Тіхуани, а взірцем для нього увесь час був місцевий блюзмен Хав'єр Батіз. Незабаром Карлос переїхав до Сан-Франциско, де 1966 року утворив власний гурт «Сантана». У першому складі, крім лідера, виступали: Ґреґ Роулі (Gregg Rolie) — клавішні; Дейвід Браун (David Brown) — бас; Майк Шрайв (Mike Shrieve) — ударні; Маркус Мейлон (Marcus Malone) — перкусист та Майк Карабелло (Mike Carabello) — перкусія.
У цей період стилістично Сантана більше тяжів до блюзу, хоча водночас вводив до своєї музики елементи південно-американського фольку. 1969 року група вже була досить популярною у Сан-Франциско, а її лідер відзначився участю у запису альбому «The Live Adventures Of Mike Bloomfield & Al Kooper».
Проте справжнім переломом у кар'єрі виявився виступ групи на фестивалі «Вудсток» перед фанами рок-музики, які зачарувались екзотичним «афрокубинським» звучанням формації.

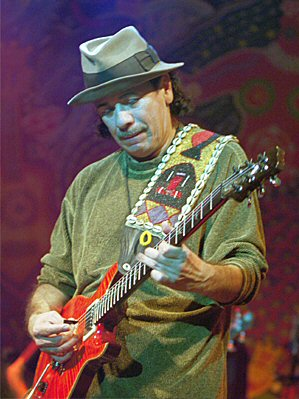
Під час виступу у Мюнхені (2000)

Восени 1969 року у студії фірми «Columbia» Сантана разом зі своїм гуртом записав дебютний альбом. Цю платівку переповнювала імпровізована музика, насичена південноамериканськими та африканськими ритмами, а також незвичайний темперамент її виконання. Успіх цієї грамплатівки, а також пісні «Evil Ways», що походила з неї, зобов'язав Сантану ретельніше підготуватися до запису чергового альбому «Abraxas». Крім збуджуючих композицій ударників групи Майка Карабелло та Хосе «Чепіто» Ареаса (Jose «Chepito» Areas), на цій платівці можна було почути, наприклад, ефектний хіт гурту «Fleetwood Мас» «Black Magic Woman» та єдину композицію самого Сантани — з часом легендарний інструментальний твір «Samba Pa Ті».
Запис чергової грамплатівки «Santana III» відбувся у розширеному складі: Ніл Шона (Neal Shon) — гітара, Піт Коук Есковедо (Pete Coke Escovedo) — ударні, Луїс Ґасе (Luis Gasce) — труба та духові секції формації Tower Of Power. Цього разу Сантана як головний соліст зачаровував вишуканим стилем гри на гітарі, а також соковитим звучанням.
Внаслідок співпраці Карлоса Сантани з негритянським вокалістом та перкусистом Бадді Майлзом з'явився альбом «Carlos Santana & Buddy Miles! Live», до якого ввійшли записи концерту, що відбувся у січні 1972 року на Гаваях біля підніжжя вулкану. Проте ця платівка розчарувала прихильників гітариста, тому що насамперед пропонувала композиції Майлза.

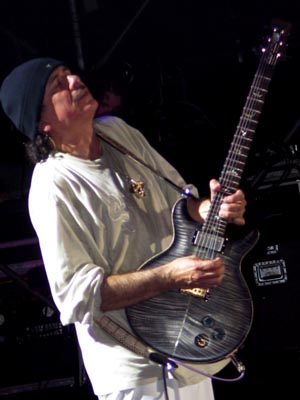
Карлос Сантана.
Концерт 2005 року

Альбом «Caravanserai», записаний після переходу Роулі та Шона до Journey, сповістив про зміну стилю групи до джазу. Також у цей період чималий вплив на лідера мали індійський гуру Шрі Чінмої та захоплений східною філософією Джон Маклафлін, з яким Сантана 1973 року записали вдалий альбом «Love Devotion & Surrender».
Проте менш успішним був цікавий альбом групи «Welcome», зроблений того ж року з вокалістом Леоном Томасом (Leone Thomas) та тим же Маклафліном у складі гурту. Подібна доля спіткала й черговий лонгплей «Borboletta», участь у запису якого взяли, наприклад, Флора Пурім та Стенлі Кларк з Return To Forever. Взагалі, рок-джазові платівки Сантани 1972—1975 років не були настільки популярними як ранні роботи, тому у середині 70-х музикант вирішив повернутись до класичного латиноамериканського звучання. Про це сповістив лонгплей 1976 року «Amigos» та підтвердив напівстудійний «Moonflower». А видана на синглі нова версія старого твору британської групи The Zombies «She's Not There» стала хітом. Проте паралельно Сантана продовжував цікавитись джазом і для запису платівки «The Swing Of Delight» він запросив Хербі Хенкока та Вейна Шортера.
Свою віртуозність гітариста Сантана підтвердив на альбомі 1981 року «Zebop!», а сингл-хітом цього разу стала композиція пов'язаного колись з гуртом Zombies Pacca Болларда — лірична балада «Winning». На сольній платівці Сантани «Havana Moon» виступили Віллі Нельсон та Букер Ті Джонс. З часом різниця між сольними записами та роботами з групою майже зникла, головним чином через домінуючу особистість музиканта у власній формації. 1985 рік приніс платівку «Beyond Apperaerances», а також добре сприйнятий концерт разом з Бобом Діланом. Наступного року Сантана склав музику до фільму режисера Луїса Валдеза «La Bamba», а також ще раз у своїй кар'єрі поспівпрацював з Бодді Майлзом (підсумком цього став альбом «Freedom»). Надалі Сантана з гуртом чи без нього продовжив записувати чергові роботи, щоразу обов'язково підтверджуючи свою майстерність.
В 1993 році Сантана здійснив турне Sacred Fire. В самий  його розпал на ринку з'явився диск Milagro, який пронизаний християнським духом (вплив другої дружини Карлоса).
Влітку 1995 року Сантана знову вірушає в дорогу. В тому ж році з'явився  колекційний набір з трьох компакт-дисків «Танець Веселкового змія» (Dance Of The Rainbow Serpent), який охоплює всю кар'єру колективу — від вудстокської версії Soul Sacrifice до Chill Out.
В 1997 році маєстро відсвяткував півстолітній ювілей. А в 2001 році йому нарешті визнали його заслуги. Влада рідного міста влаштувала велике свято в честь музиканта. Сантана був нагороджений ключами від міста, а одна з великих вулиць названа його іменем. «Я глибоко зворушений тим, що моє місто висловило мені таку честь», — сказав розчулений гітарист. Пізніше, в 2011 році, в честь Сантани назвали школу в Лос-Анджелесі: Обласній Початковій школі № 12 в Долині Сан-Фернандо присвоїли назву «Академія Мистецтва імені Карлоса Сантани».
4 листопада 2005 року брав участь у скандально відомому телешоу італійського співака Адріано Челентано «Рок-політика»
В березні 2009 року 62-літній Сантана і його гурт, що складався з 10 музикантів, вирушили в турне країнами Латинської Америки в ході якого вони дали 13 концертів.
14 травні 2012 випустив альбом Shape Shifter, який складався, переважно, з інструментальних композицій, а 6 травня 2014 — альбом Corazón, у роботі над яким брали участь такі музиканти, як Глорія Естефан, Зіггі Марлі та дружина Сантани Сінді Блекман.

## Дискографія
- 1969: Santana
- 1970: Abraxas
- 1971: Santana III
- 1972: Carlos Santana & Buddy Miles! Live! (разом з Бадді Майлзом)
- 1972: Caravanserai
- 1973: Love, Devotion, Surrender (як Carlos Santana & John McLaughlin)
- 1973: Welcome
- 1974: Greatest Hits
- 1974: Illuminations (як Carlos Santana & Alice Coltrane)
- 1974: Borboletta
- 1975: Lotus
- 1976: Amigos
- 1976: Festival
- 1977: Moonflower
- 1978: Inner Secrets
- 1979: Oneness: Silver Dreams Golden Realities (як Carlos Santana)
- 1979: Marathon
- 1980: The Swing Of Delight (як Carlos Santana)
- 1981: Zebop!
- 1982: Shango
- 1983: Havana Moon (як Carlos Santana)
- 1984: His Fantastic Instrumantals
- 1985: Beyond Appearances
- 1986: Viva Santana — The Very Best
- 1987: Freedom
- 1987: Blues For Salvador (як Carlos Santana)
- 1988: Viva Santana!
- 1988: The Very Best Of Santana. Volumes 1 & 2
- 1989: Persuasion
- 1990: Spirits Dancing In The Flesh
- 1990: Latin Tropical
- 1992: Milagro
- 1992: The Best Of Santana
- 1993: Samba Pa Ті
- 1993: Sacred Fire
- 1993: 1968
- 1994: Brothers
- 1995: The Early Years
- 1995: 111
- 1995: Dance Of The Rainbow Secpent
- 1995: Light Dance
- 1995: The Collection
- 1996: The Very Best
- 1997: Live At The Fillmore-68
- 1997: Santana Live at the Fillmore
- 1999: Supernatural
- 2002: Shaman
- 2005: All That I Am
- 2007: Carlos Santana and Wayne Shorter — Live At the Montreux Jazz Festival 1988
- 2010: Guitar Heaven: Santana Performs the Greatest Guitar Classics of All Time
- 2012: Shape Shifter
- 2014: Corazón

## Цікаві факти
У його честь названий персонаж Santana, який є другорядним антагоністом в манзі і аніме JoJo's Bizzare Adventure:Battle Tendency[джерело?].